# Строев, Михаил Павлович
Михаил Павлович Строев (до 1915 года Рихтер; 1887—1961) — русский и советский военный деятель, один из создателей РККВФ, генерал-майор авиации (1940), доцент (1934).

## Биография

### Происхождение
По отцу прадед был выходцем из Саксонии, прабабушка — полька, бабушка — француженка. Отец происходил из мещан, в 14 лет начал службу телеграфистом, дослужился до начальника почтовой конторы, надворного советника, православный. Мать — А. Ф. Халаим. В 1912 году было возбуждено ходатайство о перемене фамилии для всей семьи с Рихтер на Строев, удовлетворено в 1915 году.

### Юность
Родился Михаил Павлович Рихтер в 1887 году в Киеве. Учиться начинал в духовном училище, затем в семинарии, но священником быть не захотел, ушёл из 4-го класса семинарии и через 5 месяцев сдал экстерном на аттестат зрелости при 1-й Киевской гимназии. В 1905 году поступил на математическое отделение физико-математического факультета Киевского университета, в 1906 году окончил 1-й курс. Владел французским, немецким, польским и украинским языками.

### Начало службы
6 июня 1906 года поступил в Киевское военное училище, окончил в 1908 году по 1-му разряду (первым в выпуске, с занесением имени на мраморную доску), выпущен подпоручиком в 168-й пехотный Миргородский полк, командир роты, затем адъютант 4-го батальона. В мае 1914 года окончил Николаевскую военную академию по 1-му разряду (с Лееровской премией и принятием к изданию дипломной работы), 22 мая 1914 года причислен к Генеральному штабу. После окончании академии прикомандирован для испытания к штабу войск гвардии Петербургского военного округа.

### Первая мировая война
Во время Первой Мировой войны штабную работу на фронте совмещал с боевыми вылетами в качестве лётчика-наблюдателя. 24 июля 1914 года прикомандирован к штабу 3-й армии, с 18 августа 1914 года — и.д. помощника старшего адъютанта Военно-цензурного отделения отдела генерал-квартирмейстера штаба 3-й армии. Д. Н. Тихобразов вспоминал:

«Строев был лучшим лётчиком-наблюдателем 3-й армии. В 1914 г., стремясь отличиться, он доставил в Штаб схему укреплений Львова. Во время другой рекогносцировки в районе Львова аппарат Строева был сбит. В штабе армии лётнаба считали погибшим, однако он не только не погиб, но, „усталый, но весёлый“, сумел пробраться к своим. Надев австрийскую шинель, Строев присоединился к одной из австрийских частей, двигавшихся на передовую, благодаря прекрасному знанию польского языка сошёл за поляка, питался вместе с австрийцами и, в конце концов, ночью перешёл линию фронта.»— Ганин, А. Опрошенный, спустившийся на аэроплане...
7 декабря 1914 года был временно прикомандирован к 9-му корпусному авиационному отряду (КАО) в качестве лётчика-наблюдателя, 14 января 1915 года переведён в штаб 18-го армейского корпуса, 26 января 1915 года переведён в штаб 9-й армии, с 19 февраля 1915 года состоял при штабе армии в качестве лётчика-наблюдателя, с 11 марта 1915 года — заведующий службой связи 18-го армейского корпуса, 22 марта 1915 года переведён в Генеральный Штаб с назначением обер-офицером для поручений при штабе 18-го армейского корпуса, продолжал лично заниматься воздушной разведкой. С 26 октября 1915 года — и.д. адъютанта штаба 37-й пехотной дивизии, с 17 января 1916 года — старший адъютант штаба той же дивизии, затем и.д. начальника штаба той же дивизии. С 6 мая 1915 года — старший адъютант штаба 4-й пехотной дивизии. Участвовал в Брусиловском прорыве, был контужен и подлежал эвакуации для лечения, но вместо этого подал ходатайство о назначении преподавателем в Киевскую военную школу лётчиков-наблюдателей, однако получил от заведующего авиацией и воздухоплаванием Александра Михайловича предложение — занять у него должность штаб-офицера Генштаба (фактически должность начальника штаба). 14 августа 1916 года М. П. Строев был командирован в его распоряжение и занял эту должность, которую фактически исполнял до декабря 1917 года под разными названиями: с 6 января 1917 года — и.д. штаб-офицера для поручений, затем и.д. генерала для поручений при Полевом генерал-инспекторе Военно-Воздушного Флота (Александре Михайловиче), с ноября 1917 года — и.д. начальника Авиационного отдела Полевого управления авиации и воздухоплавания при Штабе Верховного Главнокомандующего.
В августе 1917 года был одним из организаторов и участников 1-го Всероссийского авиасъезда, открывшемся в Петрограде вопреки запрещению А. Ф. Керенского и Ставки. Делегатами съезда были военные лётчики. Съезд вынес ряд постановлений по упорядочению организации и работы авиации, авиационных школ, организации авиаснабжения и работе авиапромышленности.
В декабре 1917 года был назначен членом новой Всероссийской коллегии по управлению воздушным флотом Республики (19 февраля 1918 года была переименована во Всероссийскую коллегию Рабоче-крестьянского Красного воздушного флота (ВК РККВФ). Работая в комиссии, М. Н. Строев провёл большую работу по начальному строительству РККВФ.

### Гражданская война
В 1918 году добровольно вступил в РККА, в феврале-марте 1918 года, являясь членом Коллегии, участвовал в организации воздушной обороны Петрограда. В апреле 1918 года, оставаясь на прежней должности, окончил Московскую авиационную школу, обучался пилотированию самолёта «Фарман-20» и некоторое время работал в ней инструктором. С 30 апреля 1918 года — начальник Оперативно-организационного отдела Управления РККВФ.
В июле 1918 года было оформлено его первое назначение на фронт Гражданской войны — в Царицын, куда он прибыл 23 августа 1918 года. Находился в непосредственном подчинении И. В. Сталина, занимал пост помощника начальника, затем вр. и.д. начальника Южного окружного управления авиации и воздухоплавания Северо-Кавказского военного округа. На этом посту М.П. Строев руководил действиями 16-го, 4-го, 7-го и 14-го авиаотрядов — всего около 25 самолётов. Авиаотряды занимались разведкой, корректировкой, штурмовкой войск противника. Действуя слаженно с наземными частями, они сыграли важную роль в битве за Царицын.
С октября 1918 года — помощник начальника, затем вр. и.д. начальника вновь созданного Полевого управления авиации и воздухоплавания действующей армии (Авиадарм)  . По опыту боёв под Царицыным им было составлено первое «Наставления по применению авиации в войне Рабоче-Крестьянской Красной Армии» (1919). Однако новая должность его не устроила, он стал подавать рапорты о переводе в действующие войска.
В октябре 1919 года М.П. Строев был направлен представителем Главкома в Тульский укреплённый район. Там он оказал помощь в организации наземной обороны Тулы от рейда 4-го Донского корпуса генерала К. К. Мамонтова и других наступавших войск А. И. Деникина, одновременно занимался организацией воздушной обороны, был назначен начальником Авиационной группы особого назначения Южного фронта. В состав группы вошли 41-й и 51-й разведывательные и 8-й истребительный отряды, отряд воздушных кораблей «Илья Муромец» и отряд особого назначения из инструкторов Московской школы военных лётчиков. Командуя Группой, участвовал в сражениях с 4-м Донским корпусом и 3-м Кубанским казачьим корпусом А. Г. Шкуро в ходе Воронежско-Касторненской операции.
По совместительству, в декабре 1919 года М. П. Строев был назначен начальником авиаотряда 1-й Конной армии, который занимался разведкой и обеспечением связи между частями армии. Первоначально в составе авиационного отряда насчитывалось 12 самолётов, позднее их число увеличилось до 20, ему был придан специальный ремонтный поезд. На этих постах М. П. Строев участвовал в Донбасской операции.
В начале Ростово-Новочеркасской операции, 8 января 1920 года лётчик И. П. Шурыгин и лётнаб М. П. Строев на «Фармане-30» вылетели на разведку в район Ростова-на-Дону, из-за остановки мотора совершили вынужденную посадку в районе станицы Грушевской, где были взяты в плен белыми казаками из армии А. И. Деникина. На допросе М. П. Строев дал показания, которые были сочтены настолько важными, что выдержки из них даже попали в британские военные документы. Он был осуждён к бессрочной каторге, содержался в тюрьме Екатеринодара, откуда был освобождён в марте 1920 года наступавшими частями РККА. После освобождения вернулся в 1-ю Конную армию на должность начальника воздухофлота армии. Участвовал в Советско-польской войне.

### После Гражданской войны
17 сентября 1920 года был назначен преподавателем Военной академии РККА, с сентября 1923 года — старшим руководителем (начальником) кафедры воздушной тактики в Академии Воздушного Флота им. Жуковского. По совместительству являлся членом Военной научной комиссии штаба Главного управления РККВВФ. Занимался специализацией и обобщением опыта боевого использования авиации по взаимодействию с войсками.
С 4 декабря 1923 года — начальник штаба Главного управления РККВВФ, в мае 1924 тяжело заболел, после выздоровления, 13 июня 1924 года назначен председателем тактической секции Научного комитета Главного управления ВВС РККА.
С 14 февраля 1925 года — старший руководитель кафедры тактики ВВС Академии Воздушного Флота им. Жуковского, с сентября 1931 года по ноябрь 1938 года — старший руководитель, затем преподаватель кафедры военной истории той же академии. С ноября 1938 года — доцент кафедры тактики ВВС.
Во время Советско-финской войны, с 4 февраля по 13 марта 1939 года стажировался в ВВС 7-й армии.
С 10 июня 1940 года — начальник кафедры тактики ВВС Военно-воздушной академии РККА им. Жуковского. 28 ноября 1940 года освобождён от занимаемой должности и зачислен в распоряжение начальника Главного управления ВВС. С мая 1941 года — преподаватель тактики ВВС во 2-й Московской школе авиационных механиков спецслужб ВВС.
В начале Великой Отечественной войны на той же должности, в октябре 1941 года школа была эвакуирована в Абдулино Чкаловской области. С апреля 1943 года по август 1944 года — начальник Авиационного отдела 2-й гвардейской армии 4-го Украинского фронта, занимался вопросами взаимодействия армии с ВВС.
С августа 1944 по декабрь 1946 года — начальник Военного отдела Главного управления учебных заведений Министерства авиационной промышленности, занимался организацией и руководством военными кафедрами авиационных институтов
С 10 декабря 1946 года — доцент кафедры военной подготовки Московского авиационного института. С 27 декабря 1948 года уволен в запас по болезни.
Умер в 1961 году в Москве, похоронен на Новодевичьем кладбище.

## Семья
- жена — Строева Елена Ивановна.
- сестра — Строева (Михайловская) Зинаида Павловна.
- брат — Строев, Анатолий Павлович — капитан Российской императорской армии, белогвардеец.
- сестра — Строева, Вера Павловна (04.10.1903, Киев — 02.08.1991, Москва) — советская актриса, кинорежиссёр и драматург. Народная артистка РСФСР (1973).
- сын — Строев Михаил Михайлович.
- внуки — Строева Татьяна Михайловна, Строев Юрий Михайлович, Строев Владимир Михайлович.
- дочь — Строева (Герасимович), Ксения Михайловна.
- внуки Герасимович (Чупрунова) Александра Матвеевна, Герасимович Андрей Матвеевич, Герасимович Игорь Матвеевич.

## Чины и звания

### Российская империя
- подпоручик — 15.06.1908 (старшинство (ст.) 15.06.1908)
- поручик — 15.11.1911 (ст. 14.06.1911)
- штабс-капитан — 10.09.1915 (ст. 14.06.1915)
- капитан — 15.08.1916

### СССР
- комбриг — 22.12.1935
- генерал-майор авиации — 04.06.1940

## Награды

### Российская империя
- Орден Святого Станислава 3-й степени — ВП от 08.05.1914 — за отличное окончание академии Генерального штаба.
- Орден Святого Владимира 4-й степени с мечами и бантом — ВП от 25.01.1915
- Орден Святой Анны 4-й степени с надписью «За храбрость» — ВП от 25.01.1915
- Орден Святой Анны 3-й степени с мечами и бантом — ВП от 25.01.1915
- Орден Святого Станислава 2-й степени с мечами — ВП от 25.01.1915
- Орден Святой Анны 2-й степени с мечами — ВП от 27.01.1916
- Орден Святого Георгия 4-й степени — ВП от 03.02.1916 «за то, что, состоя обер-офицером для поручений при штабе 18-го армейского корпуса, 11-го и 12-го сентября 1915 г. под сильным артиллерийским огнём противника, подвергая свою жизнь опасности, произвёл воздушные разведки, которыми совершенно точно выяснил расположение и передвижение частей войск противника, как действующих в боевой линии, так и находившихся в глубоком резерве на фронте наших двух корпусов и на основании которых было принято решение для боя этих корпусов, завершившегося взятием части укреплённой позиции противника».
- Мечи и бант к имеющемуся Ордену Святого Станислава 3-й степени — Приказ по 11-й армии № 669 от 05.09.1916
- Георгиевское оружие — ВП от 21.11.1915 «за то, что 21-го апреля 1915 г. при атаке высоты 958, командуя пулемётами, причем одним из них управлял сам лично, заставил замолчать несколько неприятельских пулемётов, чем в значительной мере способствовал успеху боя».[6]

### СССР
- Орден Ленина
- два Ордена Красного Знамени — 22.02.1930 (в ознаменование десятилетия 1-й Конной армии), …
- Орден Отечественной войны 1-й степени — 04.05.1944
- два Ордена Красной Звезды
- Медаль XX лет РККА — 22.02.1938
- Медаль За победу над Германией — 1945
- Золотыми часами и грамотой от РВС СССР — 23.02.1928

## Сочинения
В 1919 году им было разработано первое в РККА наставление по боевому применению авиации, в 1923-1924 годах он создал серию уставов для ВВС РККА.
Автор научных работ и учебных пособий по тактике и истории ВВС:
- Авиация с конницей.
- Очерки фронтовой организации управления Воздушным Флотом.
- Свойства авиации. Расположение, переброска, управление и связь. — М.: Госвоениздат, 1923.
- Тактика авиации. — М., 1927.

Также писал статьи в журналах «Вестник Воздушного Флота», «Техника Воздушного флота» и других.
Автор воспоминаний о встречах с В. И. Лениным и о Гражданской войне в сборниках:
- Звёзды на крыльях (Воспоминания ветеранов советской авиации). — М.: Воениздат, 1959.
- Советские лётчики в боях за Родину. — М.: ДОСААФ, 1958.

## Документы
- Наградной лист на Орден Отечественной войны 1-й степени, ОДКБ «Подвиг Народа».